# خافيير روسي
خافيير روسي (بالإسبانية: Javier Rossi)‏ (4 نوفمبر 1982 بلابلاتا في الأرجنتين - ) هو لاعب كرة قدم أرجنتيني في مركز الهجوم. لعب مع ألماجرو وباراكاس سينترال وتيرو فيديرال وديفنسا خوستيكا ونويفا شيكاجو وهواتشيباتو وIndependiente Rivadavia ‏ وDefensores de Cambaceres ‏ وVilla Dálmine ‏.

## وصلات خارجية
- خافيير روسي على موقع قاعدة بيانات كرة القدم.إي يو (الإنجليزية)
- خافيير روسي على موقع Soccerway.com (الإنجليزية)